# Bibliotheca Buddhica
Die Bibliotheca Buddhica ist eine im Jahr 1897 in St. Petersburg gegründete Reihe zur Sammlung und Veröffentlichung buddhistischer Originaltexte und Übersetzungen.
Initiiert wurde die Gründung von Sergei Oldenburg, der bereits etliche Jahre zu buddhistischer Literatur forschte und die Idee entwickelte, sowohl die eigenen Forschungsergebnisse als auch die anderer Forscher auf dem Gebiet der Indologie und Buddhologie zentral zu sammeln und somit die gewonnenen Erkenntnisse zu bündeln und besser nutzbar zu machen.
Er lud Forscher aus verschiedenen europäischen Ländern ein, sich an dem Projekt zu beteiligen; dies stieß auf große Resonanz und er veröffentlichte als Erstlingswerk Cikshasamuccaya mit einem Vorwort des englischen Indologen Cecil Bendall. Fortgesetzt wurde seine Arbeit u. a. durch Fjodor Ippolitowitsch Schtscherbatskoi.
Nach Angaben des Instituts für Orientalische Handschriften der Russischen Akademie der Wissenschaften sind 30 verschiedene Werke und Sammelbände in den Jahren von 1897—1937 erschienen:

## Bände
- XXX: Madhyānta-Vibhanga. Discourse on discrimination between middle and extremes, ascribed to Bodhisattva Maitreya and commented by Vasubandhu and Sthiramati. Translated from Sanskrit by Th. Stcherbatsky. Moscow; Leningrad: the USSR Academy of Sciences Press, 1936. VIII, 106, 058 p.
- XXIX: Prajñā pāramitā-ratna-guṇa-saṃcaya-gāthā. Sanscrit and Tibetan text / Edited by E. Obermiller. Moscow; Leningrad: the USSR Academy of Sciences Press, 1937. 125 p.
- XXVIII: Bodhicaryāvatāra. Çāntideva. The Mongolian Translation by Čhos-kyi ḥod-zer. I. Text. Edited by B. Ya. Vladimirtsov [Bodhicaryāvatāra. Çāntideva. Монгольский перевод Čhos-kyi ḥod-zer’a. I. текст / издал Б. Я. Владимирцов]. Leningrad: the USSR Academy of Sciences Press, 1930. VI, 184 p.
- XXVII: Suvarṇaprabhāsa (Das Goldglanz-Sūtra). Aus dem Uigurischen ins Deutsche übersetzt von Dr. W. Radloff. Nach dem Tode des Übersetzers mit Einleitung von S. Malov herausgegeben. I—III. Leningrad: the USSR Academy of Sciences Press, 1930. II, 256 p.
- XXVI: Stcherbatsky Th. Buddhist logic. In two vols. Vol. 1. Leningrad: the USSR Academy of Sciences, 1932. XII, 560 p.; Vol. 2, containing a translation of the short treatise of logic by Dharmakirti, and of its commentary by Dharmottara, with notes appendices and indices. Leningrad: the USSR Academy of Sciences, 1930. VI, 469 p.
- XXV: Indices Verborum Sanscrit-Tibetan and Tibetan-Sanscrit to the Nyāyabindu of Dharmakīrti and the Nyāyabinduṭikā of Dharmottara / Compiled by E. Obermiller with a preface by Th. Stcherbatsky; from the edition of the Sanscrit and Tibetan texts by Th. Stcherbatsky. II. Tibetan-Sanskrit Index. Leningrad, USSR Academy of Sciences, 1928. 145 p.
- XXIV: Indices Verborum Sanscrit-Tibetan and Tibetan-Sanscrit to the Nyāyabindu of Dharmakīrti and the Nyāyabinduṭikā of Dharmottara / Compiled by E. Obermiller with a preface by Th. Stcherbatsky; from the edition of the Sanscrit and Tibetan texts by Th. Stcherbatsky. I. Sanscrit-Tibetan Index. Leningrad, USSR Academy of Sciences, 1927.
- XXIII: Abhisamayālankāra-Prajñāparāmitā-Upadeša-Šāstra. The work of bodhisattva Maitreya / Edited, explained and translated by Th. Stcherbatsky and E. Obermiller. Fasciculus 1: Introduction, Sanscrit text and Tibetan translation. Leningrad, USSR Academy of sciences, 1929, XII, 112 p.
- XXII: The Statue of Maitreya in the Golden Temple of Lavran, by Bazar Baradiyn[3] [Статуя Майтреи в золотом храме в Лавране Бадзара Барадийна]. Leningrad 1924. 11, 98 p.
- XXI. Pt. 2: Sphutārthā Abhidharmakoçavyākhyā, the work of Yaçomitra, Second Koçasthāna. Pt. II / Ed. by prof. U. Wogihara[4] and prof. Th. Stcherbatsky and carried through the press by E. E. Obermiller. Leningrad, Academy of Sciences of USSR, 1931, 96 p.
- XXI. Pt. 1: Sphutārthā Abhidharmakoçavyākhyā, the work of Yaçomitra. First Koçasthāna. Pt. I / Ed. by S. Lévi and Th. Stcherbatsky. Petrograd 1918, VII, 96 p.
- XX: The Tibetan Translation of Abhidharmakoçakārikāh and Abhidharmakoçabhāşyam, the Treatises by Vasubandhu. Ed. by Th. Stcherbatsky [Тибетский перевод Abhidharmakoçakārikāḥ и Abhidharmakoçabhāṣyam сочинений Vasubandhu. Издал Ф. И. Щербатской]. Petrograd, 1917. V, 1–96 p. (I); Leningrad: the USSR Academy of Sciences Press, 1930. 97–192 p. (II).
- XIX: The Tibetan Translation of the treatises Samtānāntarasiddhi by Dharmakīrti and Samtānāntarasiddhitīkā by Vinītadeva along with the Tibetan Commentary Written by Ngag dbang bstan dar lha rams pa[5]. Ed. by Th. Stcherbatsky, with an Introduction. [Тибетский перевод сочинений Saṃtānāntarasiddhi Dharmakīrti и Saṃtānāntarasiddhiṭīkā Vinītadeva вместе с тибетским толкованием, составленным Агваном Дандар-Лхарамбой издал Ф. И. Щербатской]. Petrograd 1916, XVII, 129 p.
- XVIII: བཀའ་བབས་བདུན་ལྡནTāranātha’s Edelsteinmine, das Buch von den Vermittlern der Sieben Inspirationen / Aus dem Tibetischen übersetzt von Albert Grünwedel. Petrograd, 1914. 212 p.
- XVII: Suvarṇaprabhāsa (The Sūtra of Golden Light). The text of Uigur Version. Edited by F. W. Radloff and S. E. Malov [Suvarṇaprabhāsa. (Сутра Золотого Блеска). Текст уйгурской редакции / Издали В. В. Радлов и С. Е. Малов]. St Petersburg, Typography of the Imperial Academy of Sciences, 1913 (I—II), 1914 (III—IV), 1915 (V—VI); Petrograd, 1917 (VII—VIII). XV, 723 p.
- XVI: Buddhapālita. Mūlamadhyamakavṛtti. Tibetische Übersetzung / Herausgegeben von Max Walleser. St.-Petersburg, 1913 (I), 1914 (II). 192 p.
- XV: Kien-ch‘ui-fan-tsan (Gaṇḍistotragāthā), a Buddhist hymn by Açvаghоṣa found in the Chinese transcription, Ts‘ih-fuh-tsan-pai-k‘ie-t‘o (Saptajinastava) and Fuh-shwoh-wăn-shu-shi-li-yih-poh-pah-ming-fan-tsan (Āryamañjuçrīnāmāṣṭaçataka). Edited and explained with use of the Tibetan translation by Baron A. von Stäel-Holstein [Kien-ch‘ui-fan-tsan (Gaṇḍistotragāthā), сохранившийся в китайской транскрипции санскритский гимн Açvаghоṣʼи, Ts‘ih-fuh-tsan-pai-k‘ie-t‘o (Saptajinastava) и Fuh-shwoh-wăn-shu-shi-li-yih-poh-pah-ming-fan-tsan (Āryamañjuçrīnāmāṣṭaçataka). Издал и при помощи тибетского перевода объяснил барон А. фон-Сталь-Гольстейн (Baron A. von Stäel-Holstein)]. St Petersburg, Typography of the Imperial Academy of Sciences, 1913. XXIX, 189, 2 p.
- XIV: Kuan-ši-im Pusar. Еine türkische Übersetzung des XXV. Kapitels der chinesischen Ausgabe des Saddharmapuṇḍarīka / Herausgegeben und übersetzt von W. Radloff. St.-Pétersbourg, 1911. VIII, 119 p.
- XIII: Mahāvyutpatti. The Second Edition, with an index. Edited by I. P. Minayeff, prepared by N. D. Mironov[6] [Mahāvyutpatti. Второе издание, с указателем / Издал И.П. Минаев, приготовил к печати Н.Д. Миронов]. St Petersburg, Typography of the Imperial Academy of Sciences, 1911. XII, 272 p.
- XII: Ṭišastvustik: ein in Türkischer Sprache bearbeitetes Buddhistisches Sūtra. I. Transcription und Übersetzung von W. Radloff. II. Bemerkungen zu den Brāhmīglossen des Tišastvustik-Manuscripts (Mus. As. Kr. VII) von Baron A. von Staël-Holstein. St.-Pétersbourg, 1910. VIII, 143 p.
- XI: Nyāyabindutīkāppaņī. The Commentary on Nyāyabindutīkā, the Treatise by Dharmottara Ed. of the Sanskrit text, with an Introduction and Notes by Th. Stcherbatsky [Nyāyabinduṭīkāṭippaṇī. Толкование на сочинение Дармоттары Nyāyabinduṭīkā / Санскритский текст с примечаниями изд. Ф. И. Щербатской]. St Petersburg, Typography of the Imperial Academy of Sciences, 1909. IV, 43, 5 p.
- X: Saddharmapuṇḍarīka. Edited by H. Kern and Bunyiu Nanjio. With 1 plate. St.-Pétersbourg, 1908 (I), 1909 (II), 1909 (III), 1910 (IV), 1912 (V).
- IX: Madhyamakāvatāra par Candrakīrti. Traduction tibétain publié par L. de la Vallée Poussin. St.-Pétersbourg, 1907 (I), 1908 (II), 1909 (III), 1912 (IV—V). * VIII: Nyāyabindu. Буддийский учебник логики, сочинение Дармакирти и толкование на него. Nyāyabinduṭīkā, сочинение Дармоттары / Тибетский перевод санскритского текста издал с введ. и примеч. Ф. И. Щербатской. Т. 1. СПб., 1904, IV.
- VII: Nyāyabindu – Буддийский учебник логики. Сочинение Дармакирти и толкование на него. Nyāyabinduṭīkā. Сочинение Дармоттары / Санскритский текст издал с введ. и примеч. Ф. И. Щербатской. Fasc. 1. Пг., 1918.
- VI: Обзор собрания предметов ламайского культа кн. Э. Э. Ухтомского составил Проф. А. Грюнведель. Часть первая. Текст. Часть вторая. Рисунки. СПб.: Типография Императорской Академии Наук, 1905.
- V: Сборник изображений 300 бурханов. По альбому Азиатского Музея с примечаниями издал С. Ф. Ольденбург. Часть первая. Рисунки и указатель. СПб.: Типография Императорской Академии Наук, 1903.
- IV: Mūlamādhyamakakārikās (Mādhyamikasūtras) de Nāgārjuna avec la Prasannapadā Commentaire de Candrakīrti, publié par L. de la Vallée Poussin. St.-Pétersbourg, 1903 (I), 1904 (II), 1906 (III), 1907 (IV, V), 1910 (VI), 1913 (VII).
- III, Vol. 2: Avadānaçataka. A Century of Edifying Tales belonging to the Hīnayāna. Vol. 2. Edited by J. S. Speyer. St.-Pétersbourg, 1906 (I), 1907 (II), 1909 (III—IV).
- III, Vol. 1: Avadānaçataka. A Century of Edifying Tales belonging to the Hīnayāna. Vol. 1. Edited by J. S. Speyer. St.-Pétersbourg, 1902 (I), 1903 (II), 1904 (III), 1906 (IV).
- II: Rāṣṭrapālaparipṛcchā sūtra du Mahāyāna publiè par L. Finot. St.-Pétersbourg, 1901.
- I: Çikshāsamuccaya. A compendium of Buddhistic teaching compiled by Çāntideva chiefly from earlier Mahāyāna-sūtras. Edited by Cecil Bendall. St.-Pétersbourg, 1897 (I), 1898 (II), 1901 (III), 1902 (IV).